# Премия журнала Empire (2012)
17-я церемония награждения кинопремии «Империя» за заслуги в области кинематографа за 2011 год. Была проведена 25 марта 2012 года в Лондоне.

## Победители и номинанты
Ниже представлен полный список победителе и номинантов премии. Победители выделены жирным шрифтом

### Лучший фильм
Гарри Поттер и Дары Смерти. Часть 2
- Драйв
- Девушка с татуировкой дракона
- Восстание планеты обезьян
- Шпион, выйди вон!

### Лучший британский фильм
Шпион, выйди вон!
- Чужие на районе
- Переростки
- Субмарина
- Тираннозавр

### Лучшая комедия
Переростки
- Чужие на районе
- Девичник в Вегасе
- Эта — дурацкая — любовь
- Полночь в Париже

### Лучший фильм ужасов
Список смертников
- Чужие на районе
- Астрал
- Паранормальное явление 3
- Охотники на троллей

### Лучший фантастический фильм
Тор
- Первый мститель
- Восстание планеты обезьян
- Супер 8
- Люди Икс: Первый Класс

### Лучший триллер
Шпион, выйди вон!
- Драйв
- Ханна. Совершенное оружие
- Шерлок Холмс: Игра теней
- Девушка с татуировкой дракона

### Лучший актёр
Гэри Олдмен — Шпион, выйди вон!
- Райан Гослинг — Драйв
- Дэниел Крейг — Девушка с татуировкой дракона
- Дэниел Рэдклифф — Гарри Поттер и Дары Смерти: часть 2
- Энди Серкис — Восстание планеты обезьян

### Лучшая актриса
Оливия Коулман — Тираннозавр
- Кэри Маллиган — Драйв
- Руни Мара — Девушка с татуировкой дракона
- Мерил Стрип — Железная Леди
- Мишель Уильямс — 7 дней и ночей с Мэрилин

### Лучший режиссёр
Дэвид Йетс — Гарри Поттер и Дары Смерти: часть 2
- Томас Альфредсон — Шпион, выйди вон!
- Николас Виндинг Рефн — Драйв
- Стивен Спилберг — Боевой конь
- Руперт Уайатт — Восстание планеты обезьян

### Лучший 3D фильм
Приключения Тинтина: Тайна «Единорога»
- Гарри Поттер и Дары Смерти: часть 2
- Хранитель времени
- Тор
- Трансформеры 3: Тёмная сторона Луны

### Лучший мужской дебют
Том Хиддлстон — Тор
- Джон Бойега — Чужие на районе
- Аса Баттерфилд — Хранитель времени
- Сэм Клафлин — Пираты Карибского моря: На странных берегах
- Джереми Ирвин — Боевой конь
- Крейг Робертс — Субмарина

### Лучший женский дебют
Фелисити Джонс — Как сумасшедший
- Селин Бакенс — Боевой конь
- Эль Фэннинг — Супер 8
- Лаура Хэддок — Переростки
- Хейли Стейнфелд — Железная хватка
- Бонни Райт — Гарри Поттер и Дары Смерти: часть 2

### Снять за 60 минут
Чёрный лебедь — Индира Сулейменова (Казахстан)
- Индиана Джонс: В поисках утраченного ковчега — Филипп Аскинс (Великобритания)
- Человек-паук — Гонсало Руис и Хоакин Вергара (Чили)
- Эдвард Руки-ножницы — Розеном Лиев (Болгария)
- Район № 9 — Эндрю Нортон (Ирландия)

### Герой премии «Империя»
Майкл Фассбендер

### Вдохновение премии «Империя»
Рон Ховард

### Легенда премии «Империя»
Тим Бёртон